# Buster Bennett
Buster Bennett, geboren als James Joseph Bennett (Pensacola (Florida), 19 maart 1914 – Houston (Texas), 3 juli 1980), was een Amerikaanse blues- en r&bzanger en -saxofonist en orkestleider.

## Biografie
Buster Bennett, die naast alt-, tenor- en sopraansaxofoon piano en contrabas speelde, trad vanaf 1930 op in Texas, maar werkte het grootste deel van zijn professionele carrière van 1938 tot 1954 in Chicago. Eerst speelde hij als sessiemuzikant bij Lester Melrose (1938-42) en werkte hij mee aan opnamen van Big Bill Broonzy, Yas Yas Girl, Monkey Joe en Washboard Sam. Begeleidend speelde hij in sessies met Jimmie Gordon onder leiding van Sammy Price. In 1945 tekende Bennett een driejarig contract bij Columbia Records. Het label bracht hem op de markt als een muzikant in de stijl van Louis Jordan. Tot zijn beroemde stukken tellen Leap Frog Blues, Don't Jive Me Baby en Reefer Head Woman (1945). Begin 1946, terwijl hij onder contract stond bij Columbia, nam hij deel aan de opname van zijn trompettist Charles Gray in opnamen voor het niet lang bestaande label Rhumboogie uit Chicago. Hij speelde ook in een sessie van Red Saunders voor Sultan Records in 1946 en met Tom Archia voor het Aristocrat-label in 1947. Bennetts laatste sessie onder zijn eigen naam vond plaats in december 1947 voor Columbia. Hij trad vervolgens op met zijn eigen kwartet tot 1954. In 1956 verliet hij de muziekbusiness omdat hij niet kon opnemen en verhuisde hij terug naar Texas, waar hij de rest van zijn leven doorbracht. 

## Overlijden
Buster Bennett overleed in juli 1980 op 66-jarige leeftijd.

## Discografie
- Buster Bennett 1945 - 1947 (Classics)